# Iso-Kalla
Iso-Kalla je jezero ve východním Finsku v provincii Severní Savo u města Kuopio. Jedná se o vodní plochu o rozloze 890 km², která je tvořená jezery Kallavesi, Suvasvesi, Juurusvesi, Muuruvesi, Melavesi a Riistavesi, která jsou spojena průlivy. Je to čtvrté největší jezero ve Finsku. Průměrná hladina se nachází v nadmořské výšce 81,8 m.

## Vodní režim

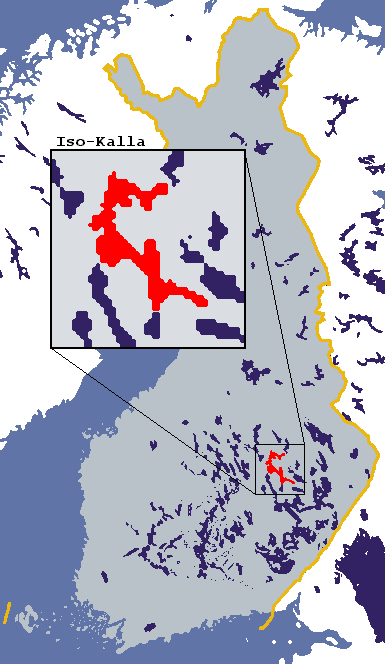
Iso-Kalla

Voda z jezera odtéká do povodí řeky Vuoksy.

## Osídlení
U jezera se nacházejí města Kuopio a Vehmersalmi.